# Iris 10
Iris 10 est le premier mini-ordinateur français, au sens où il est conçu et construit en France, d'abord développé par la CAE puis lancé lancé en juillet 1967 par la CII dans laquelle la CAE a fusionné, sous le nom de "CII 10010", et qui sera ensuite rebaptisé "Iris 10" et deviendra le Mitra 15 après de très profondes transformations, dans le cadre de la deuxième phase du Plan Calcul, pour devenir un pilier de l'informatique distribuée, sous la direction de l'ingénieure et scientifique française Alice Recoque.

## Conception
L'Iris 10 a été conçu par André Vallet sur "un schéma original inspiré de l'architecture du RW 530 et du CAE 133 mais utilisant la technologie et les périphériques produits sous licence SDS. 
Selon une spécialiste qui a travaillé sur le sujet dans les laboratoires de la CII, Alice Recoque, le 10010, est "très précurseur" mais n'a pas eu l’essor commercial suffisant, d'où son nouveau nom puis son changement de nature, avec une montée en puissance. 

## Lancement en juillet 1967
Lorsqu'il est lancé en juillet 1967 par la CII sous le nom de CII 10010, avant d'être renommé Iris 10 un an et demi après, c'est encore la première phase du Plan Calcul. C'est la CAE qui a développé ce premier mini-ordinateur conçu en France mais sans encore le lancer. Prix "modeste", "robustesse", et "encombrement réduit" sont mis en avant lors du lancement.
Fin 1968, Bernard Dorléac, directeur général de la CII, vante le 10010 dans la presse comme un "petit système économique à usage industriel, terminaux de télétraitement". Il sera vendu à un prix moyen de 200000 francs.

## Marchés et utilisations

### Lycées
Après une visite de la CII début 1969 par des élèves de 1re C, le Conseil d'établissement d'un Lycée propose d'emprunter un modèle pour le lycée.

### Transports
L'un des premiers marchés de l'Iris 10 a été les transports, lors de la création du  Réseau express régional d'Île-de-France par la RATP en région parisienne. Entre 1964 et 1967 émerge à la RATP "une remise en cause radicale des modalités de fonctionnement du réseau" en raison de la dégradation du service, qui déclenche une volonté d’automatisation industrielle pour pallier les problèmes des rapports sociaux de travail, qui beaucoup plus tard va déboucher sur un système d'automatisation de l'exploitation des trains.
En juillet 1966, un document interne évoque "la commande centralisée" prochainement mise en service, perçue comme "une étape appelant une automatisation ultérieure plus complète où un cerveau électronique viendrait finalement prendre en charge la quasi totalité" de ce qui relevait de "l’initiative humaine",.
Louis Guieysse, chef du service des études techniques à la RATP, explique dans une revue professionnelle en février 1969 que c'est finalement "l'automatisation de la distribution et du contrôle des titres de transport" qui justifie d'équiper "chaque station ou groupe de stations d’un petit calculateur", centralisant "en temps réel toutes les informations sur les ventes de billets et sur le passage des voyageurs". Pilier de cette innovation, un "réseau de transmission de données" reliant, "dans un temps record", les calculateurs de péages à ceux des lignes et au "système central de gestion". Ce réseau entre tous ces miniordinateurs permet de "renseigner directement le système central de gestion de l’entreprise, en temps réel ou faiblement différé", sur le trafic des voyageurs, tandis que les calculateurs "possèdent de leur côté toutes les informations sur les mouvements des trains". Louis Guieysse deviendra par la suite directeur général adjoint de la RATP.
Ce projet va utiliser 54 ordinateurs CII 10010, couplés avec des Philips P 9201, la maison-mère CII ayant largement participé à la conception et à la construction du système automatisé du RER. 
Ensuite, en 1972-73, la RATP se consacre cette fois à la socioogie, la psychologie et les études de marketing car elle veut souligner "l'importance et la richesse de la notion de réseau", vue pour l'usager
En février 1971, la RATP annonce qu'il n'y aura plus de poinçonneur  dans le métro à partir de 1974, à la suite de l'expérience réussie d'automatisation du péage dans le nouveau RER et on présente déjà l'étape suivante, des rames automatisées sans conducteurs.
Ces dernières ne verront le jour à grande échelle qu'en 1983, véhicule automatique léger (VAL),  premier métro urbain intégralement automatique au monde, ouvert en 1983 pour le nouveau métro de Lille, issu des recherches combinées de l'Université Lille-I, de l'IDN et du brevet d'automatismes d’un système sans conducteur déposé le 31 juillet 1971 par le professeur Robert Gabillard, qui s'est exporté à Toulouse, Rennes, Turin, Uijeongbu, Taipei ou dans les aéroports de Paris ou Chicago.
En 1970, il est alors précisé que l'automatisation de 1400 portillons automatiques du métro reposera sur un nombre plus restreint d'ordinateurs : 14 CII 10020 seulement. Le 10010 est ensuite "officiellement réorienté, sous le nom de Iris 10, vers un marché de satellite de la ligne Iris que lui laissaient CSF et CGE".

### Santé
L'Iris 10 est utilisé dès 1968 pour l'automatisation d'analyses en neuro-physiologie et cardiologie mais aussi de banques du sang, de la surveillance des malades en soins intensifs, ou encore le contrôle des irradiations en radiothérapie.
En novembre 1968, le professeur Jean Hamburger, doyen de l'hôpital Necker de Paris, a "souligné l'importance" pour "l'avenir de toute l'organisation hospitalière" du système de traitement d'information biologique et médicale développé par Dassault Électronique sur l'ordinateur qui sera rebaptisé Iris 10, afin d'assurer dès 1969 à cet important centre hospitalo-universitaire, où 200 médecins et spécialistes venaient assister à une démonstration.
L'Iris 10 est alors connecté au Centre de calcul et de statistiques de la faculté de médecine de Paris, dirigé par François Grémy, par la suite "internationalement reconnu pour ses recherches pionnières en bio-informatique appliquée à la médecine".

## Diffusion
En mars 1973, en fin du cycle d'industrialisation, 349 exemplaires avaient été installés chez les clients et 5 étaient encore en commande .

### Successeur
Le successeur est un minordinateur plus puissant, dont l'industrialisation à partir du printemps 1971 est piloté à la CII par Alice Recoque, qui avait mené une réflexion poursuivant celle du projet CAB 1500 abandonné en 1966, vers "une petite machine conversationnelle, préfiguration de l’informatique personnelle" en mettant l’accent sur l’environnement périphérique (console de visualisation, machine à écrire électrique, etc). Séduite, la CII lui demande de la représenter dans un projet baptisé MIRIA, dirigé par Paul-François Gloess, nommé directeur de recherches à l'INRIA, avec qui elle avait travaillé dix ans à la SEA, et auprès duquel la CII la détache pendant quelques mois avant de lui confier le projet complet.

## Chronologie
- Juillet 1967 : sortie du  "CII 10010";
- Décembre 1968 : Bernard Dorléac, directeur général de la CII[2] présente déjà dans la presse généraliste le 10010, comme un "petit système économique à usage industriel, terminaux de télétraitement"[2].
- début 1969: la CII prête des exemplaires dans les établissements scolaires;
- 1969: vendant sous licence et sous marque EMG810 par le constructeur hongrois EMG Videoton qui fait "bonne figure dans l'informatique d'Europe de l'Est", avec feu vert de la Délégation à l'Informatique;
- 1969: le "CII 10010" devient l'Iris 10;
- octobre 1969: la DGI mentionne le « succès encourageant de l'Iris 10 »[18];
- mai 1971: sortie du Mitra 15, produit à Grenoble;
- juin 1971: en raison du succès du Mitra 15, il est produit aussi à Toulouse;
- janvier 1972: Louis Pouzin propose d'appeler "Mitranet" son réseau Cyclades, en raison du succès du Mitra 15[19],[20];